# Horea, Cloșca és Crișan obeliszkje
Horea, Cloșca és Crișan obeliszkje az 1784-es erdélyi parasztfelkelésnek emléket állító műalkotás Romániában, Erdélyben, Fehér megyében, Gyulafehérvárott, a vár keleti kapuja előtt. A romániai műemlékek jegyzékében az AB-III-m-B-00401 sorszámon szerepel.

## Története
Az ASTRA egyesület gyulafehérvári fiókja határozatot hozott arról, hogy a felkelés 150. évfordulóját emlékmű felállításával teszik emlékezetessé. Már 1933-ban bizottságot alakítottak a szükséges anyagi források előteremtésére. A tanárok és tanítók segítségével folytatott kampány híre eljutott az ország távolabbi részeibe is, például Ismail megyébe (Besszarábia) vagy Durostor megyébe (Kvadriláter). A legnagyobb összegű hozzájárulást Iuliu Vuia karánsebesi tanár szervezte. 1934-ben Octavian Goga, Ion Mihalache, Pan Halippa és mások kezdeményezésére 1934-ben a parlamenti képviselők egy napi illetményüket ajánlották fel az emlékmű céljára. Az így összegyűlt 700 000 lejt a kormány egészítette ki 3 000 000 lejre.
Először Corneliu Medrea szobrásszal folytattak tárgyalásokat, de nem jutottak egyezségre sem az összeget, sem az emlékmű alakját illetően. Végül a megbízást Fekete József szobrász és Octavian Mihălţan építész nyerték el.
Az obeliszket 1937. október 14-én avatták fel II. Károly király jelenlétében.

## Leírása
A 22,5 méter magas obeliszk bánpataki mészkőből, lépcsős talapzata trachitból készült. Az obeliszk alapja egy szimbolikus cellát zár közre, amely keletre és nyugatra nyílik. A keleti oldalon a győzelem szárnyas alakja áll, a kezében babérkoszorúval. A nyugati oldalon levő dombormű a felkelés három vezetőjét ábrázolja a parasztok között, a háttérben Nagy-Románia térképével.